# Карковський Богдан Михайлович
Богдан Михайлович Карковський (нар. 29 січня 1988, Львівська область) — український футболіст, захисник. Найбільш відомий виступами за «Волинь», де провів більшу частину кар'єри і зіграв 12 матчів у Вищій лізі.

## Біографія
Вихованець СДЮШОР №4 міста Львова. Кар'єру розпочинав у команді «Рава» з міста Рава-Руська Львівської області, виступав за неї Другій лізі України. 
На початку 2008 року підписав контракт з першоліговою луцькою «Волинню». У першій лізі чемпіонату України дебютував 18 березня 2008 року в матчі проти «Львова». За підсумками сезону 2009/10 зайняв з командою 2 місце і вийшов до Вищої ліги. Дебютував у вищій лізі України 5 березня 2011 року в грі з «Зорею» з Луганська.
У 2012 році був відклинаний з команди через отримання серйозної травми, через яку пропустив майже рік. У 2014 році був знову заявлений за «Волинь» під 44-м номером. У червні 2014 року контракт Богдана з «Волинню» був розірваний.. Усього за «Волинь» у чемпіонаті зіграв 69 матчів, забив 6 голів.
У серпні 2014 року підписав контракт з «Буковиною», проте незабаром перейшов в польський клуб «Пяст» з міста Тучапы.
У 2017 році грав у чемпіонаті Львівської області за «Гірник» (Новояворівськ), а також провів кілька матчів у Чемпіонаті Івано-Франківської області за «Колос Городенківщини».